# スクール オブ ラグナロク
『スクール オブ ラグナロク』（School of Ragnarok）はスクウェア・エニックスより発売されたアーケードゲーム。2015年8月27日に稼働開始。

## 概要
スクウェア・エニックスのアーケード向け新規IPタイトル。
「オンライン1vs1タクティカル5Dアクションゲーム」と称した、2D格闘アクションと3D陣取りゲーム（MOBA）を組み合わせたゲームシステムや、『ダンガンロンパシリーズ』の小高和剛による「学園もの」をキーとした個性的な世界設定・キャラクターなどをアピールポイントとしている。
2015年11月8日に賞金付き公式大会を開催。
2015年12月17日には大幅アップデートを行い、タイトルが『スクール オブ ラグナロク Re:Boot』（-リブート）に刷新された。
2017年6月30日にネットワークサービスを終了し、チュートリアルと店舗内対戦とストーリーの1話のみがプレイ可能となった。筐体は「フィギュアヘッズ エース」に流用・改造された。

## ストーリー
国家が権力を失い、学園が権力を握り統治する時代。
多数ある学園の中でも、十学と呼ばれる学園は、各々の理想を掲げ、学園間で闘争を繰り広げていた。だが、学園闘争が数百年にわたった結果、学園のみならず世界の荒廃につながり、十学は、学園の最終兵器「学園神」（スクールガーディアン）による決闘「征服戦」で決着をつけることを宣言し、最終決戦の火ぶたが切られた。

## ゲームシステム
プレイヤーとなる転校生は、パートナーとなる学園神とともに戦い、相手のHPを0にすることが目的となる。時間切れとなった場合は、HPの多い方が勝利となる。
学園神は自動で動くため、戦闘中はプレイヤーが指示を出して動かす形となる。学園神には、神わざゲージが搭載されており、満タンになると神わざを発動させることができる。また、学園神をプレイヤーの武器に宿させて武器を強化させられるほか、神がかりゲージが50%以上になると大技・ラグナロックドライブを発動させることができる。
フィールド上には三体の禁治郎像があり、制圧するとそれぞれ学園神・頭・胴のスキルが解放される。

## 登場人物
転校生
プレイヤーキャラクターとなるアバター。ゲームスタート時に性別や外見を設定できる他、予めランダムに設定済のものから選択も可能。

### 学園神
イヴォール・デ・ダカート
声 - 花江夏樹
- プレイヤー武器：槍

夜間学校「クローディア・ハイスクール」の学園神を務める吸血鬼。冷酷な人物で、自分以外の他者のみならず世界の全てを見下している。「クローディア・ハイスクール」の生徒たちはイヴォールに血を吸われた結果、全員が吸血鬼となっており、イヴォール自身の食糧確保のため征服戦に身を投じた。神わざである「バットコミュニケーション」はコウモリの群れを用いて相手を拘束する技である。
神がかり専用BGMは「Bloody Waltz」（歌唱：蛇足&そらる）。
魔法少女 スマイルハート
声 - 東山奈央
- プレイヤー武器：杖

「マーマドール魔法学園」の学園神。平和な世界をつくるべく征服戦に身を投じた。泣き虫で甘えん坊な上現実が見えておらず、自分以外の学園神を悪の組織の一員の魔物とみなしている。
神がかり専用BGMは「奏★奏Happy Tune♪」（歌唱：every♥ing!）。
バルハラデス
声 - 立木文彦
- プレイヤー武器：片手剣

「アッシュールバニパル遺跡学院」の学園神。人間離れした外見とは裏腹に落ち着いた性格をしている。本来争いは好きではないが、学院の仲間たちが安心して勉強できるようにするため、征服戦に身を投じた。読書好きで、偉人の名言を引用する癖がある。
神がかり専用BGMは「RAY OF HOPE」（歌唱：misono）。
ルーシー
声 - たかはし智秋
- プレイヤー武器：チェーンソー

「ルイジャージ・ハイスクール」の学園神であるマスクをした少女で、「血まみれルーシー」という都市伝説で知られている。殺人狂ではあるが、殺す対象はあくまでも人間であり、他の学園神への興味は薄い。
神わざである「メリーウィドー」は、高笑いをしながら相手に近づき画面上に体液を散らすガード不能技。
神がかり専用BGMは「Can't Help」（歌唱：鳥居みゆき）。
戦極丸
声 - 平田広明
- プレイヤー武器：刀

「天涯山高校」の学園神。自らの拳で問題解決をしようとするほど力にのめりこんでおり、自らを世界一強い学園神であることを証明すべく征服戦に参加しており、他の学園神から征服戦オタクと揶揄されるほど征服戦への情熱を持っている。
神がかり専用BGMは「TrueWorth」（歌唱：ALDEBARAN 総史）。
エマ
声 - 早見沙織
- プレイヤー武器：パワーグローブ

半アンドロイドたちの通う「アークメイド未来学園」の学園神。ある学園神の支配する荒廃した未来から、時間改変のために征服戦に参加している。
神がかり専用BGMは「Time Flies」（歌唱：早見沙織）。
漆原 憂世
声 - 内田雄馬
- プレイヤー武器：大剣

「新都超能力学園」の学園神。さっぱりした性格で、転校生に対しても親しく接する。強い相手との喧嘩を望むために征服戦に参加している。
神がかり専用BGMは「Challenger」（歌唱：天月-あまつき-）。
スターコック
声 - 金田朋子
- プレイヤー武器：二丁拳銃

高校自体が遊園地である「デスティニーランド商業高校」の学園神。流行にうるさく、キャラクターを変えていくが、時々相手を怒らせるようなキャラクター付けをしてしまうことがある。
神がかり専用BGMは「ボクはスター」（歌唱：Yun*chi）。
アレクサンドリア13号&レブロン君
声 - 皆川純子
- プレイヤー武器：ハンマー

Ver.1.2.0より追加。 アレクサンドリア13号は「エドワード・スチーム工業高校」のメカ学園神であり、レブロン君はその操縦士にあたる。
神がかり専用BGMは「Believe in yourself」（歌唱：新田恵海）。
ルル&ノノ
声 - 三森すずこ（ルル）、徳井青空（ノノ）
- プレイヤー武器：弓

Re:Boot（Ver.1.4.0）より追加。「聖黒女子高」の双子の学園神。悪魔のような服装をしている方が姉のルルで、天使のような服装をした方が妹のノノである。
「聖黒女子高」には、ヒエラルキー（スクールカースト）が存在しており、その頂点にいるルルはいい男と次々に付き合える世界を、最底辺にいるノノはオタクの自分でも生きていける世界を作ることを望んでいる。
神がかり専用BGMは「sensibility」（歌唱：三森すずこ&徳井青空）。

## 制作
本作のプロデュースは『LORD of VERMILION』などを手掛けた柴貴正が務めた。
柴はファミ通とのインタビューの中で、「ネット上の情報に頼ることなく、自分でお金を払って面白さを確かめるゲーマーたちへ新しい体験をしてもらいたい」という考えで本作の企画が始まったと振り返っている。
独特なコントローラの形状は。上記の考えのほかにも、2Dの対戦型格闘ゲームの操作性と3Dゲームの自由さを両立させようとした結果によるものである。

### キャラクターデザイン
本作のキャラクターデザインは『LORD of VERMILION』のキャラクターデザインを務めた藤坂公彦が担当した。
最初にデザインが出来上がった学園神は戦極丸であり、そこから武器化やちび学園神の設定が派生していったと藤坂はファミ通とのインタビューの中で述べている。
漆原憂世は、少年誌に出てきそうな熱血主人公というコンセプトでデザインされ、衣装や変身ベルト等は「ダサい」設定にあわせたものである。
藤坂は「僕は王道から外れてしまう癖があるため、憂世をデザインするときはなるべく王道から外れないように意識した」とファミ通とのインタビューの中で振り返っている。
スターコックは、小高和剛が築き上げた設定からそれないように意識したうえで、夢の国に出てきそうなファンシーなキャラクターとしてデザインされた。ちぐはぐな感じを出すために、学園神とちび学園神の武器はあえてばらばらに設定された。
イヴォール・デ・ダカートは、ステレオタイプなクールキャラになりきってしまうのを防ぐために童顔のキャラクターとして設定された。
スマイルハートも憂世と同様に、普段の藤坂の作風とは異なるものであったため、藤坂はファミ通とのインタビューの中で萌えの難しさにふれつつも、初めて魔法少女のデザインができたことに喜びの言葉を述べている。なお、初期案ではちび学園神時に頭部がひげ面の男性になるという案があったものの、却下された。
バルハラデスはスクウェア・エニックスの雰囲気を出すことに重きが置かれたデザインが施され、ディテールの多さから描くのに苦労したと藤坂は振り返っている。
ルーシーの初期デザインはグレーの全身タイツを身に着けたデザインだったが、柴から露出度を高めるよう指示が出て、複数のパターンの中からスタッフに選んでもらう形で決定した。最終案は、藤坂が最も露出しないであろうと予想していた部分が露出されたものの、藤坂はルーシーのデザインが個人的に気に入っていると述べている。

## スタッフ
- プロデューサー：柴貴正
- 設定/シナリオ：小高和剛（スパイク・チュンソフト）
- キャラクターデザイン：藤坂公彦（ミストウォーカー）
- 音楽：岡部啓一（MONACA）
- 主題歌：高橋洋子『Evolve』